# Municipio de Elkhorn (condado de Webster)
El municipio de Elkhorn (en inglés: Elkhorn Township) es un municipio ubicado en el condado de Webster en el estado estadounidense de Iowa. En el año 2010 tenía una población de 734 habitantes y una densidad poblacional de 7,89 personas por km².

## Geografía
El municipio de Elkhorn se encuentra ubicado en las coordenadas 42°26′4″N 94°13′59″O / 42.43444, -94.23306. Según la Oficina del Censo de los Estados Unidos, el municipio tiene una superficie total de 93.02 km², de la cual 92,94 km² corresponden a tierra firme y (0,09 %) 0,08 km² es agua.

## Demografía
Según el censo de 2010, había 734 personas residiendo en el municipio de Elkhorn. La densidad de población era de 7,89 hab./km². De los 734 habitantes, el municipio de Elkhorn estaba compuesto por el 97,68 % blancos, el 0,14 % eran afroamericanos, el 0,27 % eran amerindios, el 0,27 % eran asiáticos, el 1,09 % eran de otras razas y el 0,54 % eran de una mezcla de razas. Del total de la población el 1,09 % eran hispanos o latinos de cualquier raza.